# منزل بوزیان
منزل بوزیان (به عربی: منزل بوزیان) یک منطقهٔ مسکونی در تونس است که در استان سیدی بوزید واقع شده‌است. منزل بوزیان ۷٬۱۱۹ نفر جمعیت دارد.